# NGC 4244
NGC 4244, auch als Silbernadelgalaxie bezeichnet, ist eine Spiralgalaxie mit ausgedehnten Sternentstehungsgebieten vom Hubble-Typ Sc im Sternbild Jagdhunde nördlich der Ekliptik. Sie ist schätzungsweise 12 Millionen Lichtjahre von der Milchstraße entfernt und hat einen Durchmesser von etwa 55.000 Lichtjahren.

Das Objekt ist Mitglied der Canes-Venatici-I-Gruppe, dem nächsten Nachbarn der Lokalen Gruppe, zu der u. a. M 94, M 106, NGC 4214, NGC 4395 und NGC 4449 gehören.
Das Objekt wurde am 17. März 1787 von dem deutsch-britischen Astronomen Wilhelm Herschel entdeckt.